# Rajd Safari 1971
Rajd Safari 1971 (19. East African Safari Rally) – rajd samochodowy rozgrywany w Kenii od 8 do 12 kwietnia 1971 roku. Była to czwarta runda Międzynarodowych Mistrzostw Producentów w roku 1971. Rajd został rozegrany na nawierzchni szutrowej. 

## Wyniki końcowe rajdu[1]
| Msc. | Kierowca         | Pilot          | Samochód                   | Czas    | Strata   |
| ---- | ---------------- | -------------- | -------------------------- | ------- | -------- |
| 1.   | Edgar Herrmann   | Hans Schüller  | Datsun 240Z                | 3:37:00 | -        |
| 2.   | Shekhar Mehta    | Mike Doughty   | Datsun 240Z                | 3:40:00 | +3:00    |
| 3.   | Bert Shankland   | Chris Bates    | Peugeot 504                | 5:48:00 | +2:11:00 |
| 4.   | Robin Hillyar    | John Aird      | Ford Escort Twin Cam       | 5:49:00 | +2:12:00 |
| 5.   | Sobiesław Zasada | Marian Bień    | Porsche 911 S              | 6:08:00 | +2:31:00 |
| 6.   | Vic Preston      | Bev Smith      | Ford Escort Twin Cam       | 6:42:00 | +3:05:00 |
| 7.   | Rauno Aaltonen   | Paul Easter    | Datsun 240Z                | 7:17:00 | +3:40:00 |
| 8.   | Harry Källström  | Gunnar Häggbom | Lancia Fulvia 1.6 Coupé HF | 7:56:00 | +4:19:00 |
| 9.   | Robin Ulyate     | Ivan Smith     | BMW 2002 Ti                | 8:31:00 | +4:54:00 |
| 10.  | Peter Huth       | John McConnell | Peugeot 504                | 9:19:00 | +5:42:00 |